# Associação Esportiva Real
La Associação Esportiva Real  es un club de fútbol de la ciudad de São Luís do Anauá, en el estado de Roraima.
El equipo fue fundado el 11 de mayo de 2006, se mantuvo como equipo amateur hasta el 2011, cuando fue autorizada su profesionalización, con el objetivo de disputar el Campeonato Roraimense, convirtiéndose en el tercer equipo fuera de la capital Boa Vista a convertirse en profesional - el primero fue el Progresso de Mucajaí, el Rio Negro fue sede en la ciudad de Mucajaí en 2006 pero al año siguiente regresó a Boa Vista.
Juega como local en el Estadio Municipal de São Luiz do Anauá, que posee una capacidad estimada en 1.500 espectadores.

## Palmarés
| Estatales | Estatales             | Estatales | Estatales  | Estatales |
|           | Competición           | Títulos   | Temporadas |           |
| --------- | --------------------- | --------- | ---------- | --------- |
|           | Campeonato Roraimense | 1         | (2011)     |           |

## Desempeño em competiciones

### Campeonato Roraimense
| Año  | Posición |
| ---- | -------- |
| 2011 | 1º       |
| 2012 | 3º       |
| 2017 | 5º       |
| 2018 | 8º       |
| 2022 | 3º       |
| 2023 | 3º       |
| 2024 | 7º       |